# Sportverein Stuttgarter Kickers 1992-1993
Questa voce raccoglie le informazioni riguardanti lo Sportverein Stuttgarter Kickers nelle competizioni ufficiali della stagione 1992-1993.

## Stagione
Nella stagione 1992-1993 il Stuttgarter Kickers, allenato da Frieder Schömezler e Rolf Schafstall, concluse il campionato di 2. Bundesliga al 15º posto. In Coppa di Germania il Stuttgarter Kickers fu eliminato al secondo turno dal Chemnitz.

## Rosa
| N. |                     | Ruolo | Calciatore            |
| -- | ------------------- | ----- | --------------------- |
|    | Germania (bandiera) | P     | Claus Reitmaier       |
|    | Germania (bandiera) | P     | Marc-Nikolai Schlecht |
|    | Germania (bandiera) | D     | Andreas Keim          |
|    | Germania (bandiera) | D     | Andreas Krause        |
|    | Germania (bandiera) | D     | Stefan Kuhn           |
|    | Germania (bandiera) | D     | Karsten Neitzel       |
|    | Germania (bandiera) | D     | Jochen Novodomsky     |
|    | Germania (bandiera) | D     | Christian Schwinger   |
|    | Germania (bandiera) | D     | Thomas Tuchel         |
|    | Germania (bandiera) | D     | Dirk Wüllbier         |
|    | Polonia (bandiera)  | C     | Janusz Góra           |
|    | Germania (bandiera) | C     | Robert Hofacker       |
|    | Germania (bandiera) | C     | Matthias Imhof        |

| N. |                     | Ruolo | Calciatore           |
| -- | ------------------- | ----- | -------------------- |
|    | Serbia (bandiera)   | C     | Predrag Jovanović    |
|    | Turchia (bandiera)  | C     | Osman Per            |
|    | Germania (bandiera) | C     | Thomas Richter       |
|    | Germania (bandiera) | C     | Alois Schwartz       |
|    | Croazia (bandiera)  | C     | Kujtim Shala         |
|    | Germania (bandiera) | C     | Reinhold Tattermusch |
|    | Germania (bandiera) | C     | Ralf Vollmer         |
|    | Germania (bandiera) | C     | Thomas Ziller        |
|    | Germania (bandiera) | A     | Sven Berkenhagen     |
|    | Germania (bandiera) | A     | Fredi Bobic          |
|    | Germania (bandiera) | A     | Sean Dundee          |
|    | Germania (bandiera) | A     | Thomas Epp           |
|    | Germania (bandiera) | A     | Vincenzo Palumbo     |

## Organigramma societario
Area tecnica
- Allenatore: Rolf Schafstall
- Allenatore in seconda: Michael Feichtenbeiner
- Preparatore dei portieri:
- Preparatori atletici:

## Calciomercato

### Sessione estiva
| Acquisti | Acquisti          | Acquisti           | Acquisti |
| R.       | Nome              | da                 | Modalità |
| -------- | ----------------- | ------------------ | -------- |
| A        | Fredi Bobic       | Ditzingen          |          |
| A        | Thomas Epp        | Bochum             |          |
| C        | Janusz Góra       | Śląsk Breslavia    |          |
| C        | Predrag Jovanović | Proleter Zrenjanin |          |
| D        | Stefan Kuhn       | Wattenscheid 09    |          |
| D        | Karsten Neitzel   | Hallescher         |          |
| C        | Kujtim Shala      | Rennes             |          |
| D        | Thomas Tuchel     | Augusta (juniores) |          |
| D        | Dirk Wüllbier     | Hallescher         |          |

| Cessioni | Cessioni          | Cessioni        | Cessioni |
| R.       | Nome              | a               | Modalità |
| -------- | ----------------- | --------------- | -------- |
| C        | Marc Arnold       | Freiburger      |          |
| P        | Stefan Brasas     | Saarbrücken     |          |
| D        | Oliver Dittberner | Lubecca         |          |
| C        | Karel Kula        | Wattenscheid 09 |          |
| A        | Marcus Marin      | Kaiserslautern  |          |
| A        | Dimitrios Moutas  | Bochum          |          |
| D        | Thomas Ritter     | Kaiserslautern  |          |
| C        | Adrian Spyrka     | Colonia         |          |
| D        | Wolfgang Wolf     | VfR Mannheim    |          |

### Sessione invernale
| Acquisti | Acquisti | Acquisti | Acquisti |
| R.       | Nome     | da       | Modalità |
| -------- | -------- | -------- | -------- |

| Cessioni | Cessioni            | Cessioni      | Cessioni |
| R.       | Nome                | a             | Modalità |
| -------- | ------------------- | ------------- | -------- |
| A        | Jens-Peter Fischer  | Hansa Rostock |          |
| C        | Thorsten Wörsdörfer | Darmstadt     |          |

## Risultati

### 2. Bundesliga

#### Girone di andata
| Arbitro: | Albrecht |

|  |           |                      |
|  | Marcatori | 18’ Koch 36’ Sirocks |

| Arbitro: | Schäfer |

|                     |           |  |
| Zeyer 66’ Braun 73’ | Marcatori |  |

| Stoccarda 18 luglio 1992, ore 15:30 CEST 3ª giornata | Kickers Stoccarda | 0 – 0 referto | Wolfsburg | Waldau-Stadion (4 700 spett.)\| Arbitro: \| Amerell \| |
| Arbitro:                                             | Amerell           |               |           |                                                        |

| Arbitro: | Assenmacher |

|                       |           |  |
| Zweigler 70’ Boer 81’ | Marcatori |  |

| Arbitro: | Hauer |

|                |           |               |
| Novodomsky 43’ | Marcatori | 34’ Bridaitis |

| Arbitro: | Mölm |

|                    |           |             |
| Akpoborie 31’, 78’ | Marcatori | 18’ Palumbo |

| Arbitro: | Malbranc |

|             |           |  |
| Palumbo 83’ | Marcatori |  |

| Arbitro: | Gläser |

|                      |           |         |
| Wagner 28’ Hayer 39’ | Marcatori | 70’ Epp |

| Arbitro: | Kiefer |

|  |           |                           |
|  | Marcatori | 31’ Preetz 86’ Steininger |

| Arbitro: | Stenzel |

|           |           |  |
| Bujan 64’ | Marcatori |  |

| Arbitro: | Fischer |

|          |           |               |
| Góra 52’ | Marcatori | 40’ Jurgeleit |

| Arbitro: | Willems |

|                               |           |                     |
| Schwinkendorf 33’ Driller 41’ | Marcatori | 23’ Imhof 38’ Shala |

| Arbitro: | Osmers |

|           |           |              |
| Shala 45’ | Marcatori | 5’ Schmöller |

| Arbitro: | Haupt |

|  |           |         |
|  | Marcatori | 16’ Epp |

| Arbitro: | Dellwing |

|                      |           |          |
| Schwinger 9’ Epp 43’ | Marcatori | 60’ Aden |

| Arbitro: | Müller |

|                             |           |                           |
| Hobsch 2’, 10’ Turowski 80’ | Marcatori | 43’ Berkenhagen 82’ Bobic |

| Arbitro: | Brandt-Chollé |

|                                  |           |             |
| Bobic 28’, 84’ Shala 66’ Epp 79’ | Marcatori | 38’ Hartwig |

| Arbitro: | Pohlmann |

|                                   |           |  |
| Lottner 25’ Deffke 71’ Präger 80’ | Marcatori |  |

| Arbitro: | Brandauer |

|                             |           |            |
| Bobic 63’ Epp 68’ Shala 90’ | Marcatori | 19’ García |

| Arbitro: | Weise |

|                        |           |                  |
| März 45’, 89’ Wahl 47’ | Marcatori | 37’ Epp 53’ Góra |

| Arbitro: | Kemmling |

|                    |           |  |
| Jovanović 48’, 57’ | Marcatori |  |

| Arbitro: | Müller |

|             |           |        |
| Grether 41’ | Marcatori | 4’ Epp |

| Arbitro: | Domurat |

|                            |           |               |
| Jovanović 60’, 68’ Epp 72’ | Marcatori | 11’ Steinbach |

#### Girone di ritorno
| Arbitro: | Dardenne |

|            |           |          |
| Heisig 26’ | Marcatori | 9’ Shala |

| Arbitro: | Kasper |

|                                      |           |             |
| Kuhn 9’ Schmidt 21’ (aut.) Imhof 83’ | Marcatori | 15’ Rraklli |

| Arbitro: | Werthmann |

|             |           |                          |
| Brunner 13’ | Marcatori | 4’ Berkenhagen 43’ Shala |

| Arbitro: | Jansen |

|         |           |                |
| Epp 23’ | Marcatori | 10’ Bittermann |

| Remscheid 20 febbraio 1993, ore 15:00 CET 28ª giornata | Remscheid | 0 – 0 referto | Kickers Stoccarda | Röntgen-Stadion (1 500 spett.)\| Arbitro: \| Heynemann \| |
| Arbitro:                                               | Heynemann |               |                   |                                                           |

| Arbitro: | Buchhart |

|           |           |               |
| Shala 75’ | Marcatori | 14’ Akpoborie |

| Arbitro: | Assenmacher |

|                                 |           |  |
| Petrenko 69’ Nachtweih 72’, 90’ | Marcatori |  |

| Arbitro: | Kuhne |

|         |           |                            |
| Epp 54’ | Marcatori | 57’ Herzberger 75’ Zampach |

| Arbitro: | Kemmling |

|             |           |           |
| Schmidt 43’ | Marcatori | 60’ Bobic |

| Stoccarda 27 marzo 1993, ore 15:30 CET 33ª giornata | Kickers Stoccarda | 0 – 0 referto | Meppen | Waldau-Stadion (2 900 spett.)\| Arbitro: \| Wagner \| |
| Arbitro:                                            | Wagner            |               |        |                                                       |

| Arbitro: | Funken |

|                                     |           |  |
| Hubner 47’ Landgraf 62’ Cardoso 66’ | Marcatori |  |

| Arbitro: | Theobald |

|                                     |           |  |
| Shala 3’, 61’ Vollmer 23’ Bobic 41’ | Marcatori |  |

| Arbitro: | Prengel |

|                     |           |         |
| Hofacker 51’ (aut.) | Marcatori | 27’ Epp |

| Arbitro: | Fröhlich |

|                               |           |  |
| Schwartz 3’ Epp 20’ Shala 24’ | Marcatori |  |

| Arbitro: | Stenzel |

|          |           |  |
| Türr 16’ | Marcatori |  |

| Arbitro: | Wiesel |

|                  |           |  |
| Bobic 9’ Epp 66’ | Marcatori |  |

| Arbitro: | Fleske |

|             |           |  |
| Hartwig 40’ | Marcatori |  |

| Arbitro: | Berg |

|                                      |           |             |
| Schwartz 11’ Vollmer 30’ Neitzel 45’ | Marcatori | 80’ Akonnor |

| Arbitro: | Schmidt |

|                      |           |  |
| Löbe 43’ Allievi 73’ | Marcatori |  |

| Arbitro: | Zerr |

|                                         |           |          |
| Góra 11’ Bobic 46’ Epp 53’ Schwartz 69’ | Marcatori | 63’ Dowe |

| Arbitro: | Schäfer |

|  |           |           |
|  | Marcatori | 62’ Bobic |

| Arbitro: | Steinborn |

|                        |           |                                 |
| Wüllbier 23’ Bobic 64’ | Marcatori | 34’ Greve 53’ Palma 57’ Grether |

| Arbitro: | Prengel |

|                                      |           |                      |
| Malchow 59’ Gerstner 68’ Jeminez 87’ | Marcatori | 15’ Vollmer 45’ Keim |

### Coppa di Germania
| Arbitro: | Krug |

|                       |           |                   |
| Bittermann 75’ (aut.) | Marcatori | 80’, 82’ Barsikow |

## Statistiche

### Statistiche di squadra
| Competizione      | Punti | In casa | In casa | In casa | In casa | In casa | In casa | In trasferta | In trasferta | In trasferta | In trasferta | In trasferta | In trasferta | Totale | Totale | Totale | Totale | Totale | Totale | DR |
| Competizione      | Punti | G       | V       | N       | P       | Gf      | Gs      | G            | V            | N            | P            | Gf           | Gs           | G      | V      | N      | P      | Gf     | Gs     | DR |
| ----------------- | ----- | ------- | ------- | ------- | ------- | ------- | ------- | ------------ | ------------ | ------------ | ------------ | ------------ | ------------ | ------ | ------ | ------ | ------ | ------ | ------ | -- |
| 2. Bundesliga     | 43    | 23      | 12      | 7       | 4       | 42      | 21      | 23           | 3            | 6            | 14           | 18           | 38           | 46     | 15     | 13     | 18     | 60     | 59     | +1 |
| Coppa di Germania | -     | 1       | 0       | 0       | 1       | 1       | 2       | 0            | 0            | 0            | 0            | 0            | 0            | 1      | 0      | 0      | 1      | 1      | 2      | -1 |
| Totale            | 43    | 24      | 12      | 7       | 5       | 43      | 23      | 23           | 3            | 6            | 14           | 18           | 38           | 47     | 15     | 13     | 19     | 61     | 61     | 0  |

### Andamento in campionato
| Giornata  | 1  | 2  | 3  | 4  | 5  | 6  | 7  | 8  | 9  | 10 | 11 | 12 | 13 | 14 | 15 | 16 | 17 | 18 | 19 | 20 | 21 | 22 | 23 | 24 | 25 | 26 | 27 | 28 | 29 | 30 | 31 | 32 | 33 | 34 | 35 | 36 | 37 | 38 | 39 | 40 | 41 | 42 | 43 | 44 | 45 | 46 |
| --------- | -- | -- | -- | -- | -- | -- | -- | -- | -- | -- | -- | -- | -- | -- | -- | -- | -- | -- | -- | -- | -- | -- | -- | -- | -- | -- | -- | -- | -- | -- | -- | -- | -- | -- | -- | -- | -- | -- | -- | -- | -- | -- | -- | -- | -- | -- |
| Luogo     | C  | T  | C  | T  | C  | T  | C  | T  | C  | T  | C  | T  | C  | T  | C  | T  | C  | T  | C  | T  | C  | T  | C  | T  | C  | T  | C  | T  | C  | T  | C  | T  | C  | T  | C  | T  | C  | T  | C  | T  | C  | T  | C  | T  | C  | T  |
| Risultato | P  | P  | N  | P  | N  | P  | V  | P  | P  | P  | N  | N  | N  | V  | V  | P  | V  | P  | V  | P  | V  | N  | V  | N  | V  | V  | N  | N  | N  | P  | P  | N  | N  | P  | V  | N  | V  | P  | V  | P  | V  | P  | V  | V  | P  | P  |
| Posizione | 24 | 24 | 23 | 23 | 23 | 23 | 20 | 21 | 22 | 23 | 23 | 23 | 23 | 21 | 21 | 21 | 20 | 21 | 18 | 20 | 18 | 20 | 16 | 17 | 15 | 13 | 13 | 12 | 12 | 16 | 18 | 18 | 17 | 17 | 16 | 15 | 14 | 15 | 14 | 15 | 14 | 15 | 15 | 14 | 14 | 15 |

Legenda:

Luogo: C = Casa; T = Trasferta. Risultato: V = Vittoria; N = Pareggio; P = Sconfitta.

### Statistiche dei giocatori
| Giocatore      | 2. Bundesliga | 2. Bundesliga | 2. Bundesliga | 2. Bundesliga | Coppa di Germania | Coppa di Germania | Coppa di Germania | Coppa di Germania | Totale   | Totale | Totale      | Totale     |
| Giocatore      | Presenze      | Reti          | Ammonizioni   | Espulsioni    | Presenze          | Reti              | Ammonizioni       | Espulsioni        | Presenze | Reti   | Ammonizioni | Espulsioni |
| -------------- | ------------- | ------------- | ------------- | ------------- | ----------------- | ----------------- | ----------------- | ----------------- | -------- | ------ | ----------- | ---------- |
| S. Berkenhagen | 27            | 2             | 2             | 1             | 0                 | 0                 | 0                 | 0                 | 27       | 2      | 2           | 1          |
| F. Bobic       | 30            | 10            | 10            | 0             | 1                 | 0                 | 0                 | 0                 | 31       | 10     | 10          | 0          |
| S. Dundee      | 6             | 0             | 1             | 0             | 0                 | 0                 | 0                 | 0                 | 6        | 0      | 1           | 0          |
| T. Epp         | 33            | 14            | 9             | 1             | 0                 | 0                 | 0                 | 0                 | 33       | 14     | 9           | 1          |
| J. Fischer     | 12            | 0             | 5             | 0             | 1                 | 0                 | 0                 | 0                 | 13       | 0      | 5           | 0          |
| J. Góra        | 36            | 3             | 6             | 1             | 1                 | 0                 | 0                 | 0                 | 37       | 3      | 6           | 1          |
| R. Hofacker    | 16            | 0             | 1             | 0             | 0                 | 0                 | 0                 | 0                 | 16       | 0      | 1           | 0          |
| M. Imhof       | 35            | 2             | 5             | 1             | 1                 | 0                 | 0                 | 0                 | 36       | 2      | 5           | 1          |
| P. Jovanović   | 13            | 4             | 2             | 0             | 1                 | 0                 | 0                 | 0                 | 14       | 4      | 2           | 0          |
| A. Keim        | 36            | 1             | 5             | 0             | 1                 | 0                 | 0                 | 0                 | 37       | 1      | 5           | 0          |
| A. Krause      | 8             | 0             | 1             | 0             | 0                 | 0                 | 0                 | 0                 | 8        | 0      | 1           | 0          |
| S. Kuhn        | 37            | 1             | 8             | 1             | 1                 | 0                 | 0                 | 0                 | 38       | 1      | 8           | 1          |
| K. Neitzel     | 44            | 1             | 3             | 1             | 1                 | 0                 | 0                 | 0                 | 45       | 1      | 3           | 1          |
| J. Novodomsky  | 5             | 1             | 1             | 1             | 0                 | 0                 | 0                 | 0                 | 5        | 1      | 1           | 1          |
| V. Palumbo     | 22            | 2             | 2             | 0             | 1                 | 0                 | 0                 | 0                 | 23       | 2      | 2           | 0          |
| O. Per         | 0             | 0             | 0             | 0             | 0                 | 0                 | 0                 | 0                 | 0        | 0      | 0           | 0          |
| C. Reitmaier   | 46            | 0             | 2             | 0             | 1                 | 0                 | 0                 | 0                 | 47       | 0      | 2           | 0          |
| T. Richter     | 9             | 0             | 1             | 1             | 0                 | 0                 | 0                 | 0                 | 9        | 0      | 1           | 1          |
| M. Schlecht    | 0             | 0             | 0             | 0             | 0                 | 0                 | 0                 | 0                 | 0        | 0      | 0           | 0          |
| A. Schwartz    | 41            | 3             | 6             | 1             | 0                 | 0                 | 0                 | 0                 | 41       | 3      | 6           | 1          |
| C. Schwinger   | 21            | 1             | 7             | 1             | 0                 | 0                 | 0                 | 0                 | 21       | 1      | 7           | 1          |
| K. Shala       | 33            | 10            | 9             | 0             | 1                 | 0                 | 0                 | 0                 | 34       | 10     | 9           | 0          |
| R. Tattermusch | 26            | 0             | 7             | 1             | 1                 | 0                 | 1                 | 0                 | 27       | 0      | 8           | 1          |
| T. Tuchel      | 8             | 0             | 3             | 0             | 0                 | 0                 | 0                 | 0                 | 8        | 0      | 3           | 0          |
| R. Vollmer     | 21            | 3             | 1             | 0             | 0                 | 0                 | 0                 | 0                 | 21       | 3      | 1           | 0          |
| T. Wörsdörfer  | 9             | 0             | 1             | 0             | 0                 | 0                 | 0                 | 0                 | 9        | 0      | 1           | 0          |
| D. Wüllbier    | 20            | 1             | 7             | 1             | 1                 | 0                 | 0                 | 1                 | 21       | 1      | 7           | 2          |
| T. Ziller      | 0             | 0             | 0             | 0             | 0                 | 0                 | 0                 | 0                 | 0        | 0      | 0           | 0          |